# Pflückuff
Pflückuff ist ein Ortsteil der Kreisstadt Torgau im sächsischen Landkreis Nordsachsen.

## Geografie
Pflückuff liegt etwa 3 km südlich von Torgau zwischen der Elbe im Osten und der Dahlener Heide im Osten und Süden. Belgern liegt in 10 km Entfernung. 81 Prozent der Gemarkungsfläche liegen im Landschaftsschutzgebiet (46 Prozent zählen zum Landschaftsschutzgebiet „Dahlener Heide“ und ca. 35 Prozent zum Landschaftsschutzgebiet „Elbaue“).

## Geschichte
Die Gemeinde Pflückuff entstand am 1. Januar 1994 durch die sächsische Gemeindegebietsreform aus den ehemals selbständigen Gemeinden Loßwig, Beckwitz, Mehderitzsch, Staupitz und Weßnig. Am 1. Januar 2009 wurde die Gemeinde Pflückuff in die Kreisstadt Torgau eingemeindet.

## Verkehr
- Bundesstraße 182
- Elberadweg
- Von 1915 bis 1995 führte die Bahnstrecke Torgau–Belgern durch Pflückuff; es gab einen Haltepunkt, der damalige Ortsteil Mehderitzsch hatte einen Bahnhof an dieser Strecke. Diese wurden im Personenverkehr bis 1962 fahrplanmäßig angefahren.

## Sehenswürdigkeiten
- Dahlener Heide
- Naturbad Mehderitzsch
- Elbauen
- Staupitzer Bockwindmühle